# Campeonato nacional de Estados Unidos 1907
Lista de los campeones del Campeonato nacional de Estados Unidos de 1907:

## Senior

### Individuales masculinos
William Larned vence a  Robert LeRoy, 6–2, 6–2, 6–4

### Individuales femeninos
Evelyn Sears vence a  Carrie Neely, 6–3, 6-2

### Dobles masculinos
Fred Alexander /  Harold Hackett vencen a  Nat Thornton /  Bryan M. Grant, 6–2, 6–1, 6–1

### Dobles femeninos
Marie Wimer /  Carrie Neely vencen a  Edna Wildey /  Natalie Wildey, 6–1, 2–6, 6–4

### Dobles mixto
May Sayers /  Wallace F. Johnson vencen a  Natalie Widley /  Herbert Morris Tilden, 6–1, 7–5
| Predecesor: 1906                         | Campeonato nacional de Estados Unidos 1907 | Sucesor: 1908                           |
| Predecesor: Campeonato de Wimbledon 1907 | Grand Slam 1907                            | Sucesor: Campeonato de Australasia 1908 |

- Datos: Q427967